# Gertrud Schiller
Gertrud Schiller (* 7. Januar 1905 in Beerbach; † 4. Dezember 1994 in Grafrath, Amper) war eine deutsche Schriftstellerin, Krankenpflegerin, Sozialpädagogin, Religionslehrerin und Forscherin. Sie schuf ein Standardwerk über die christliche Ikonografie, welches für die Kunstgeschichte relevant ist.

## Leben
Gertrud Schiller wurde am 7. Januar 1905 in Beerbach als Tochter des Pfarrers und späteren Dekans Wilhelm Heinrich Schiller und seiner Frau Elise Anna Margaretha Schiller, geb. Kübel, geboren. Sie wuchs in Beerbach und Augsburg auf.
Ab 1915 besuchte sie die höhere Mädchenschule Stetten Institut. Als Frau durfte sie zu der Zeit kein Abitur machen und auch kein humanistisches Gymnasium besuchen. Den Ersten Weltkrieg erlebte sie durch die Todesnachrichten ihrer Vettern und Onkel. In der Räterepublik 1919 fiel der Freund des Bruders Heiner auf den Straßen: „Mein Bruder Heiner wollte wissen was los sei und ging später mit einem benachbarten Freund zum Königsplatz. Es war ihm nicht geheuer, und er kehrte sofort wieder um. Der Freund blieb – nur zehn Minuten später wurde er tot nach Hause gebracht.“
1923 besuchte sie eine Haushaltsschule in München und lernte danach Krankenpflege am städtischen Krankenhaus in Augsburg.
1927 entschloss sich Gertrud Schiller den neuen Beruf der Sozialpädagogin zu ergreifen und ging deswegen nach Frankfurt am Main. Für die Examensarbeit wählte sie das Thema „Erwachsenenbildung und Volksschulen“. Während der Sozialpadagogenausbildung machte sie ein halbjähriges Praktikum beim Wohlfahrtsamt in Marburg, dem damals auch die Jugendbehörde in Hamburg unterstand. Nach dem Abschluss der Ausbildung erhielt sie dadurch eine Anstellung bei der evangelischen Landeskirche in Hamburg und übersiedelte 1928 dorthin.
Zwei Jahre später wurde sie Beamtin. 1930 übernahm sie die Leitung des Clemens-Schulz-Heims in Kuddewörde. Nach der Machtergreifung Adolf Hitlers mussten die Kirchen den Religionsunterricht selbst übernehmen; für diese Aufgabe machte Gertrud Schiller 1934 einen exegetischen Kurs im Johannesstift in Spandau. Zu der Zeit setzte sie sich mit mittelalterlicher Kunst im Kaiser-Friedrich-Museum auseinander.
1938 dann brachte sie zunächst im Atlantis Verlag drei Mappen mit dem Titel Bilder zur Bibel heraus (Ostern, Weihnachten, Begegnungen mit Christus), die aufgrund der staatlich verordneten Trennung in der zweiten Auflage im Johannes Stauda-Verlag (Kassel) erschienen.
1941 erschienen dort auch Das Leiden Christi und Die Schöpfung. Durch die Rezension Wilhelm Stählins bat der Caritasverband Freiburg Gertrud Schiller, eine ikonographische Bibliothek einzurichten. In Freiburg bekam sie Kontakt zu Reinhold Schneider, dessen Gedichte auf Schreibmaschine getippt von Hand zu Hand gingen. Nach dem halben Jahr in Freiburg kehrte sie zunächst nach Hamburg zurück. Im Mai 1944 traf sie zum letzten Mal Axel Werner Kühl.
Als die Fliegerangriffe auf Hamburg immer häufiger und heftiger wurden, wurden mehrere Schulen nach Bayern evakuiert. Gertrud Schiller erteilte Religionsunterricht in der fränkischen Schweiz, wohnte aber in Bamberg. Zu Kriegsende schrieb sie Das Licht scheint in der Finsternis, welches 1946 im Johannes-Stauda-Verlag herauskam. Sie machte den Vorschlag, ein Amt für künstlerische Beratung der Gemeinden einzurichten.
1946 bis 1969 war sie Leiterin des kirchlichen Kunstdienstes, eines Amtes der Hamburgischen Landeskirche. Zu dieser Zeit begann ihr Engagement für junge Theologen und Künstler an der Kirchlichen Hochschule Hamburg. 1979 erhielt sie die Ehrendoktorwürde der Kirchlichen Hochschule Berlin.
1993 beendete sie ihr Standardwerk zur christlichen Ikonografie. Ein Jahr später starb sie und wurde in Augsburg beerdigt.

## Bedeutung
Gertrud Schiller galt und gilt als Kapazität der christlichen Ikonografie (siehe beispielsweise Kreuzabnahme) und erhielt für ihre Arbeit 1979 die Ehrendoktorwürde, obwohl sie nicht studieren durfte. Sie besuchte während ihrer Münchner Zeit 1923 deswegen nur als Gasthörerin die Kunstgeschichtsvorlesungen. So kam es auch, dass sie einen Großteil ihrer kunstwissenschaftlichen Arbeit erst nach ihrer Pensionierung beendete.

## Werke
- Ikonographie der christlichen Kunst. 5 (in 7) Bände und Registerheft. Mohn, Gütersloh 1966ff. (In englischer Sprache: Iconography of Christian Art. 2 Bände. Translated by Janet Seligman. Lund Humphries, London 1971f.);
  - Band 1:  Inkarnation, Kindheit, Taufe, Versuchung, Verklärung, Wirken und Wunder Christi. 1966 (3., durchgesehene Auflage. ebenda 1981, ISBN 3-579-04135-5), (In englischer Sprache: Christ's Incarnation, Childhood, Baptism, Temptation, Transfiguration, Works and Miracles. 1971);
  - Band 2: Die Passion Jesu Christi. 1968 (2., durchgesehene Auflage. ebenda 1983, ISBN 3-579-04136-3); (In englischer Sprache: The Passion of Jesus Christ. 1972, ISBN 0-85331-324-5);
  - Band 3: Die Auferstehung und Erhöhung Christi. 1971, ISBN 3-579-04137-1 (2., durchgesehene Auflage. ebenda 1986);
  - Band 4, 1: Die Kirche. 1976, ISBN 3-579-04138-X (2., durchgesehene Auflage. ebenda 1988);
  - Band 4, 2: Maria. 1980, ISBN 3-579-04139-8;
  - Band 5, 1: Die Apokalypse des Johannes. Textteil. 1990, ISBN 3-579-00261-9;
  - Band 5, 2: Die Apokalypse des Johannes. Bildteil. 1991, ISBN 3-579-00262-7,
  - Registerbeiheft zu den Bänden 1 – 4, 2. Bearbeitet von Rupert Schreiner. 1980.
- Hamburgs neue Kirchen, 1951–1961. Christians, Hamburg 1961.
- Die Offenbarung des Johannes. Farbige Bilder aus der Bamberger Apokalypse um 1020. Wittig, Hamburg 1955 (Auch: (= Frühmittelalterliche Buchmalerei. Bd. 10, ZDB-ID 847783-8). Evangelische Verlags-Anstalt, Berlin 1970).
- Die Boten Gottes. Stauda, Kassel 1951.
- Bericht über die Tätigkeit des Kirchlichen Kunstdienstes von 1946–1951. Kirchl. Kunstdienst, Hamburg 1951.
- als Herausgeberin: Martin Schongauer: Die Passion Christi. Kupferstiche (= Meister der Graphik. Bd. 6, ZDB-ID 251934-3). Geleitwort von Gertrud Schiller. Wegner, Hamburg 1948.
- Das Licht scheint in der Finsternis. Die Weihnachtsbotschaft verkündet in Wort, Bild und Lied. Stauda, Kassel 1946 (2. Auflage. ebenda 1950).
- als Herausgeberin: Bilder zur Bibel. Das Wort der Heiligen Schrift dargestellt in Meisterwerken der Kunst. 6 Lieferungen. Atlantis-Verlag u. a., Berlin u. a. 1938ff.;
  - Lieferung 1: Ostern. Atlantis-Verlag, Berlin u. a. 1938;
  - Lieferung 2: Begegnungen. Atlantis-Verlag, Berlin u. a. 1938;
  - Lieferung 3: Weihnachten. Atlantis-Verlag, Berlin u. a. 1938;
  - Lieferung 4/5: Das Leiden Christi. Atlantis-Verlag, Berlin u. a. 1939;
  - Lieferung 6: Schöpfung. Stauda, Kassel 1941.